# Яруги
Яруги (пол. Obszar ochrony ścisłej Jarugi) — охраняемая лесная зона в Розточаньском национальном парке, юго-восточная Польша. 

## История
Зона строгой защиты Яруги расположена в Люблинском воеводстве, Замойском повете, на территории гмины Звежинец. Площадь охраняемой территории национального парка составляет 353,67 га (3,53 км2).
Зона строгой защиты Яруги находится в четырёх километрах к северо-востоку от города Звежинец. 
Название местности происходит от несуществующего в настоящее время лесного поселения Яруга. До создания национального парка здесь находился заповедник Яруги, основанный в 1962 году.
Территория зоны покрыта девственным лесом, видовой состав и структура которого несколько изменились в результате деятельности человека. Под охраной находятся насаждения карпатского букового леса.
Через зону  строгой защиты проходит туристическая тропа.